# Goldfish Warning!
Goldfish Warning! (яп. きんぎょ注意報! Кингуо Тюихо!, Осторожно! Золотая рыбка!) — сёдзё-манга автором которой является Нэко Нэкобэ. Впервые выпускалась издательством Kodansha и выпускалась в ежемесячном журнале Nakayoshi. Аниме-сериал по мотивам манги был выпущен студией Toei Animation и транслировался по японскому телеканалу TV Asahi с 12 января 1991 года по 29 февраля 1992 года. Каждая серия разделена на 2 короткие самостоятельные истории по 11 минут. В 1992 году был выпущен короткометражный мультфильм, основанный на манге. Многие люди, которые участвовали в создании аниме-сериала Goldfish Warning! включая известного аниме-режиссёра Дзюнъити Сато и композитора Таканори Арисавы позже принимали участие в создании известного сериала Sailor Moon. По этой причине в первом сезоне Sailor Moon есть множество отсылок к Goldfish Warning!.Также данное аниме рекламируется в Codename: Sailor V, как любимый сериал главной героини и её подруг , по сюжету они ходили в кинотеатр , где смотрели полнометражный фильм . 24 марта 2005 года серии аниме стали доступны для покупки на DVD изданиях.

## Сюжет
Титосэ Фудзиномия, бывшая наследница, становится сиротой и её выгоняют из элитной школы, «Токай но Гакуэн». Бывшие друзья; одноклассники начинают же её избегать. Титосэ отправляется в сельскую школу «Инака нэ Тюгакко», где учениками являются даже куры, свинья и коровы. Единственное, что девочка сумела сохранить в наследство от дорогого отца — розовая рыбка по имени Гуопи. Рыбку попытались украсть, но Титосэ помогает Вапико — простая девушка, которая учится в сельской школе. Как позже оказывается, Титосэ вовсе не лишалась наследства, а её жадный адвокат всё это время скрывал наследство для себя. Вместо того, чтобы вернуться в элитную школу, Титосэ покупает сельскую школу, чтобы своими силами и средствами превратить её в новое элитное учебное заведение, сделав её новым конкурентом для «Токай но Гакуэн». Однако далеко не все студенты желают таких радикальных реформ...

## Список персонажей
Титосэ Фудзиномия  (яп. 藤ノ宮千歳)
Сэйю: Юми Такада
Девушка благородного происхождения, с длинными светлыми волосами. Так например отказалась выпрыгивать из горящего здания, ссылаясь на свою «благородное» поведение. Сначала осталась буквально без всего, так как её адвокат долгое время скрывал наследство для себя. После того, как она получает обратно наследство, выкупает сельскую школу и решает сделать её элитной, но входит быстро в конфликт с местными студентами, так как Титосэ создаёт множество запретов, чтобы сделать школу и её «обитателей» порядочнее, например запретила клуб чайных церемоний, однако вынуждена была его оставить.
Вапико (яп. わぴこ)
Сэйю: Мика Канай
Весёлая и эксцентричная девочка с розовыми волосами. Несмотря на то, что позже появляется, является центральным героем в истории. Всегда ходит в весёлом настроении и становится главной причиной для проблем Титосэ. Несмотря на то, что Вапико — школьница, она изображена как Тиби и ведёт себя как маленький ребёнок. Несмотря на всё это Вапико является лучшей ищейкой, обладает большой скоростью, огромным духом победы и бездонным аппетитом, благодаря чему заработала уважение среди других студентов, кроме Титосэ соответственно . Считает Титосэ своей лучшей подругой.
Сюити Китада (яп. 北田秀一)
Сэйю: Ёку Сиоя
Известный также как «Сю-тян». Он одноклассник Вапико и сын врача. Аои называет его «Сю-бо», а Тамико — «Мистер Голубой кит». Втайне влюблен в Титосэ .

## Музыка
Открытие
- Wapiko Genki Yohou исполняет: Юнко Утида.

Концовка
- Super Kingyou исполняет: Юнко Утида.
- Gyopi Dance исполняет: Юнко Утида.

## Компьютерные игры
Всего в Японии были выпущены 3 видео-игры, основанные на Goldfish Warning!. Первые две игры были выпущены для игровой консоли Game Boy, третья игра для Super Famicom. Персонажи из Goldfish Warning также появлялются в других играх, например  Panic in Nakayoshi World.
- Kingyo Chūihō! Wapiko no Waku Waku Stamp Rally!, Game Boy (1991) издатель:  Yutaka.
- Kingyo Chūihō! 2 Gyopichan o Sagase!, Game Boy (1992), издатель: KID.
- Kingyo Chūihō! Tobidase! Game Gakuen, Super Famicom (1994), издатель: Jaleco.